# Ernesto Luigi d'Assia
Ernesto Luigi Carlo Alberto Guglielmo d'Assia (in tedesco: Ernst Ludwig Karl Albrecht Wilhelm von Hessen) (Darmstadt, 25 novembre 1868 – Langen, 9 ottobre 1937) fu granduca dell'Assia e del Reno dal 1892 al 1918.

## Biografia

### Giovinezza

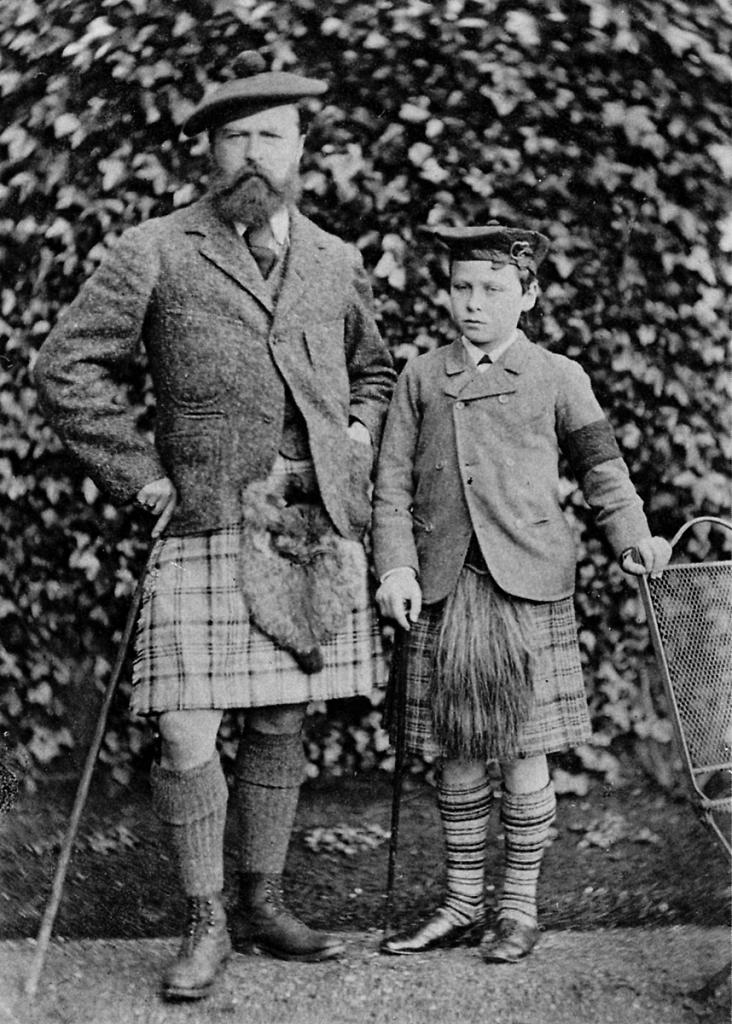
Ernesto Luigi assieme al padre.

Ernesto Luigi nacque il 25 novembre 1868 a Darmstadt, primogenito del Granduca Luigi d'Assia e del Reno e della consorte, Alice di Sassonia-Coburgo-Gotha; il principe apparteneva al Casato d'Assia, discendendo anche dalle dinastia del Regno Unito, era nipote della regina Vittoria, Prussia e Baden. Aveva cinque sorelle, Vittoria, Elisabetta, Irene, Alice e Maria, e un fratello, Federico. In famiglia veniva chiamato "Ernie".
Nel 1873 morì il fratello minore, Federico soprannominato "Frittie", che, emofiliaco, cadde da una finestra aperta, rompendosi la testa su di una balaustra e morendo poche ore dopo di emorragia cerebrale . Dopo la morte del figlio più piccolo, la Granduchessa Alice, madre di Ernesto Luigi, spesso si recava con i figli presso la tomba del loro fratello, per pregare. Nell'autunno del 1878, tutta la famiglia granducale, eccetto per Elisabetta ed il Granduca Luigi, si ammalò di difterite; la sorella più giovane di Ernesto Luigi, Maria, morì, mentre la madre, Alice, accudendo i figli contrasse la malattia e morì lo stesso anno.
Dopo essere stato seguito da alcuni precettori, nel 1885 Ernest Luigi servì nell'Esercito granducale come sottotenente per poi diventare primo tenente nel 1889. Frequentò l'Università di Lipsia e quella di Gießen .

### Matrimonio

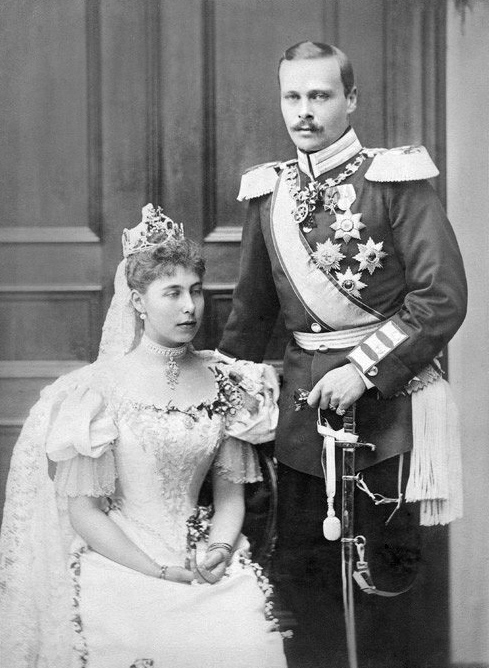
Nozze di Ernesto Luigi e Vittoria Melita, celebrato il 9 aprile 1894.

Il 9 aprile 1894 Ernesto Luigi sposò Vittoria Melita di Edimburgo, sua prima cugina essendo figlia di Alfredo, duca di Edimburgo, secondo figlio maschio della regina Vittoria. L'unione fu attivamente incoraggiata dalla loro nonna, la sovrana britannica, che partecipò alle nozze. In occasione del matrimonio, la sorella minore del Granduca, Alice, incontrò lo zarevich Nicola di Russia, col quale poi si fidanzò e sposò il 26 novembre dello stesso anno . La coppia ebbe due figli:
- Maria (1895 - 1903)
- Figlio nato morto (1900)

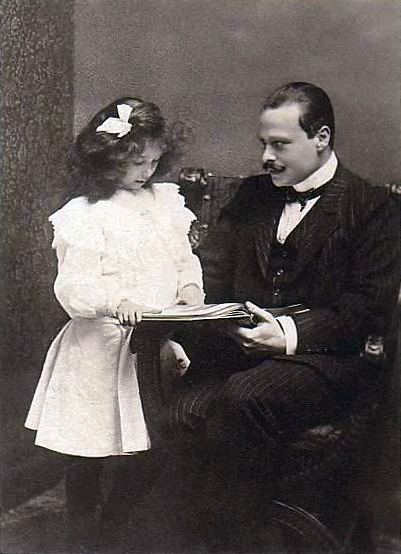
Il Granduca e la figlia Elisabetta.

L'unione non fu mai un vero matrimonio d'amore e si concluse con un divorzio nel 1901 . Secondo alcune indiscrezioni, negli anni del matrimonio il granduca Ernesto Luigi ebbe altre relazioni con donne e anche con uomini .Vittoria Melita sposò in seconde nozze il Granduca Kirill Vladimirovič Romanov . La regina Vittoria fu rattristata quando apprese dei problemi coniugali dei due nipoti, ne venne a conoscenza grazie a Sir George Buchanan, il suo incaricato d'affari a Darmstadt. A causa della figlia della coppia, Elisabetta, si rifiutò di considerare di permettere ai granduchi di divorziare. Anche Ernesto si astenne dal divorzio principalmente per questo motivo. Adorava sua figlia alla follia e le prodigava tempo e attenzioni. La bambina ricambiava l'affetto di suo padre, preferendo la compagnia di suo padre a quella di sua madre. Nel frattempo, tutti gli sforzi per riaccendere il matrimonio fallirono; Vittoria Melita iniziò a trascorrere la maggior parte dell'anno nel sud della Francia, spendendo ingenti somme di denaro in spese e ai tavoli da gioco a Monte Carlo.
Quando la regina Vittoria morì nel gennaio 1901, la coppia poté divorziare, cosa che accadde il 21 dicembre dello stesso anno, per motivi di "invincibile reciproca antipatia" con uno speciale verdetto della Corte Suprema dell'Assia. Concluso il divorzio, l'ex Granduchessa avrebbe detto ad alcuni parenti stretti che Ernest fosse omosessuale. Apparentemente, aveva sorpreso suo marito a letto con un servitore quando, nel 1897, tornò a casa da una visita a sua sorella, la regina Maria di Romania .
Ernesto Luigi si risposò il 2 febbraio 1905 a Darmstadt, con Eleonora di Solms-Hohensolms-Lich; l'unione si rivelò amorosa e felice e nacquero due figli:
- Giorgio Donato (1906 - 1937)
- Luigi Ermanno (1908 - 1968)

### Granduca d'Assia

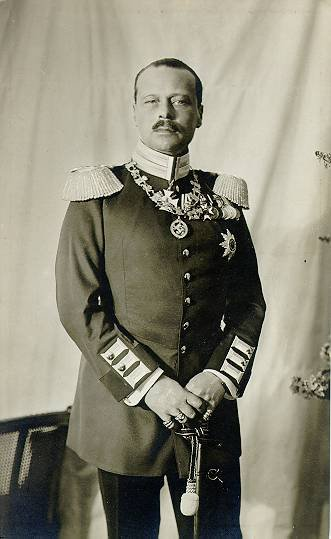
Granduca Ernesto Luigi d'Assia.

Il 13 marzo 1892 il padre Luigi IV morì e così il primogenito gli successe come Ernesto Luigi d'Assia e del Reno; Per tutta la vita, il Granduca fu un mecenate delle arti, nel 1901 fondò infatti la "Colonia" di Darmstadt, dove egli tentò di mettere in atto quell'idea della Guild of Handcrafts perseguita da vittoriani come Ruskin e Morris, realizzando un villaggio-atelier che comprendeva abitazioni-studio, un laboratorio-scuola e la sua stessa residenza. 

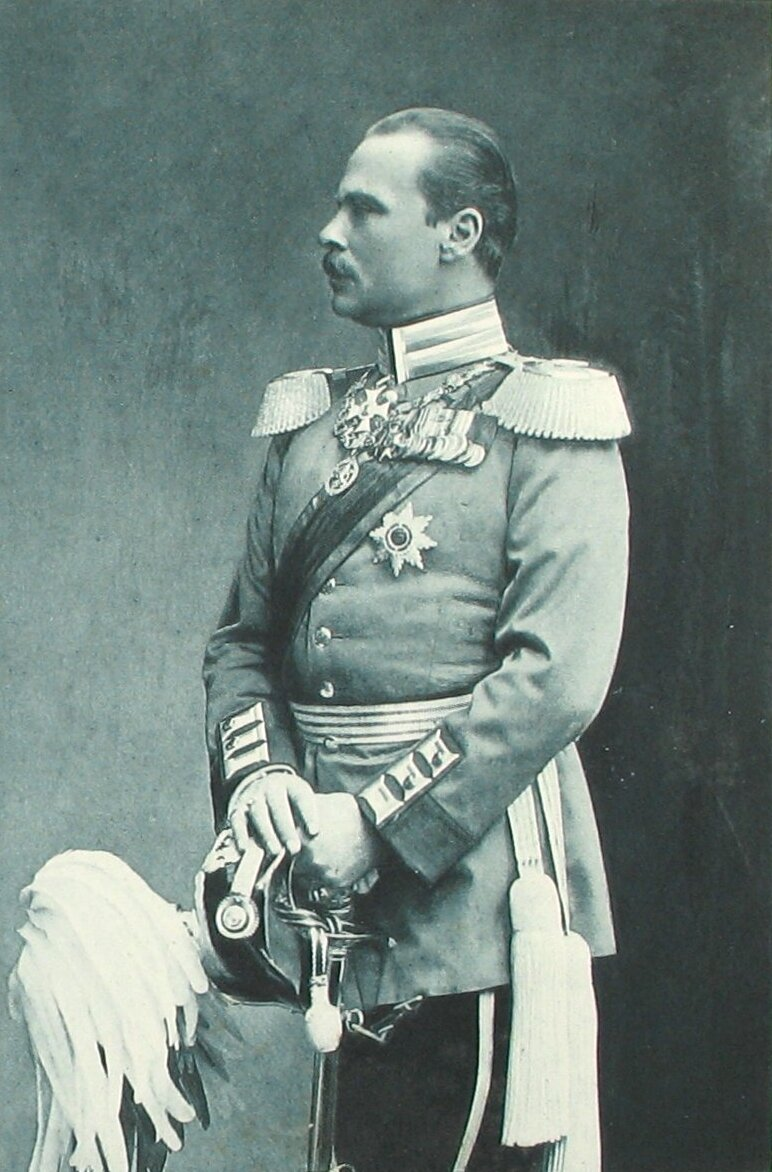
Ernesto Luigi nel 1905.

L'obiettivo della colonia era promuovere la crescita economica della regione mediante la presenza dei più importanti artisti di lingua tedesca, i cui lavori vengono presentati al pubblico in una serie di esposizioni; per questo motivo è possibile affermare che Darmstadt ha costituito una tappa intermedia fra la concezione dell'"arte per l'arte" e la successiva alleanza col mondo economico. Scopo della colonia era anche quello di raggiungere l'ideale di unità delle arti. Nel progetto furono coinvolti personaggi come J.M. Olbrich (il quale costruì il villaggio stesso), P. Behrens e G. Metzendorf. Quella di Darmstadt si rivelò col tempo una sperimentazione "timida" ed economicamente fallimentare (presentava costi altissimi), tuttavia contribuì, attraverso le varie esposizioni, a concretizzare gli ideali Arts and Crafts.riuniti nella capitale d'Assia per sviluppare quell'ideale di “unità delle arti” promosso a metà Ottocento dalle esperienze inglesi delle “Arts and Crafts” . Il progetto del Granduca voleva incoraggiare la crescita economica della regione mediante una produzione di qualità, architetture e manufatti di arredo che sarebbero poi stati presentati al pubblico in una serie di esposizioni annuali.

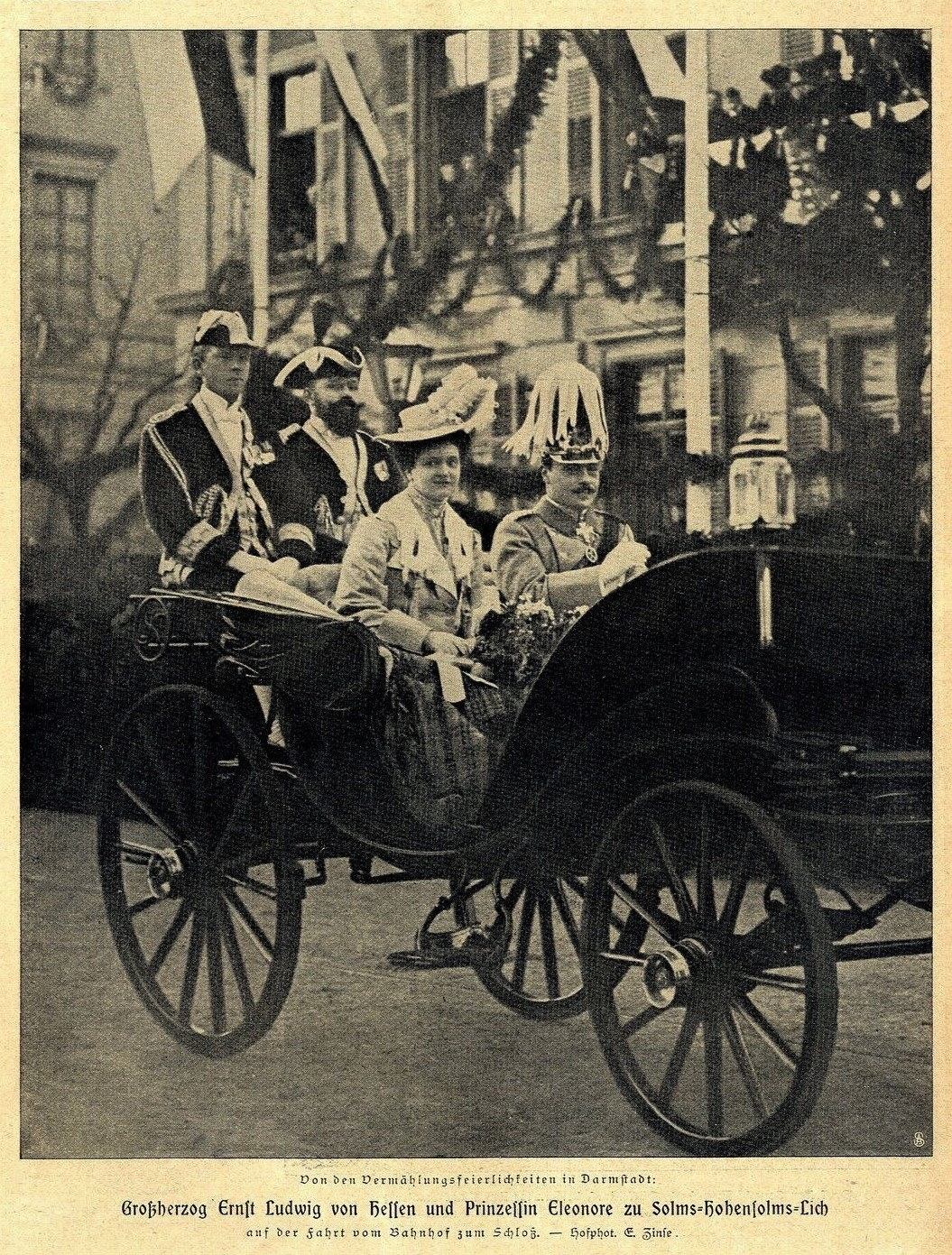
Ernesto Luigi ed Eleonora.

Ernesto Luigi commissionò il Nuovo Mausoleo nel 1903; fu consacrato il 3 novembre 1910, alla presenza del Granduca e della famiglia granducale, la granduchessa Eleonora, lo zar Nicola, la zarina Alexandra Feodorovna, la granduchessa Elisabetta, la principessa Vittoria di Battenberg e sua figlia, Luisa, la principessa Irene di Prussia ed il principe Enrico di Prussia. All'interno del mausoleo, furono sepolti i resti di Luigi IV, della granduchessa Alice e dei loro figli Federico e Maria . Ernesto Luigi stesso scrisse poesie, opere teatrali, saggi e musica per pianoforte .

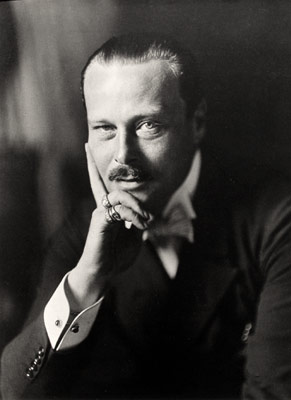
Ernesto Luigi d'Assia, fotografato da Jacob Hilsdorf nel 1905.

Durante la Prima guerra mondiale, il Granduca prestò servizio come ufficiale presso il quartier generale del Kaiser Guglielmo. Nel febbraio del 1917, la rivoluzione di febbraio in Russia costrinse suo cognato, lo zar Nicola II, ad abdicare. Sedici mesi dopo, nel luglio del 1918, le sue due sorelle Elisabetta, vedova del granduca Sergej Aleksandrovich, e Alessandra, la moglie dello zar deposto, furono assassinate dai bolscevichi, che uccisero anche le granduchesse Olga, Maria, Tatiana e Anastasia e lo zarevich Alexsej . Con la sconfitta della guerra e la Rivoluzione di Novembre, Ernesto Luigi, come tutti gli altri sovrani tedeschi, fu costretto ad abdicare.

### Morte
Il 9 ottobre 1937, Ernesto Luigi d'Assia morì nel Castello di Wolfsgarten, vicino a Darmstadt. Il suo funerale, di stato, fu celebrato il 16 novembre dello stesso anno, venendo sepolto accanto alla figlia Elisabetta nel nuovo cimitero, costruito a fianco del Nuovo Mausoleo.

## Discendenza
Ernesto Luigi sposò in prime nozze la cugina, la principessa Vittoria di Edimburgo, dalla quale nacquero due figli:
- principessa Elisabetta Maria Alice Vittoria d'Assia e del Reno (1895-1903);
- un figlio nato morto (1900).

Nel 1905 Ernesto Luigi si risposò con la principessa Eleonora di Solms-Hohensolms-Lich. Da questo matrimonio nacquero due figli:
- Giorgio Donato, Granduca Ereditario d'Assia (1906-1937), sposò la principessa Cecilia di Grecia e Danimarca, figlia del principe Andrea di Grecia e sorella del Principe Filippo, Duca di Edimburgo;
- Luigi Ermanno Alessandro Clodoveo (1908-1968), senza figli, adottò nel 1960 come proprio erede il cugino Maurizio d'Assia.

## Ascendenza
|                                   |                                     |                                                 | Genitori                                        |  |  | Nonni |  |  | Bisnonni                    |  |  | Trisnonni                  |  |
|                                   |                                     |                                                 |                                                 |  |  |       |  |  | Luigi II d'Assia e del Reno |  |  | Luigi I d'Assia e del Reno |  |
|                                   |                                     |                                                 |                                                 |  |  |       |  |  | Luigi II d'Assia e del Reno |  |  | Luigi I d'Assia e del Reno |  |
|                                   |                                     | Luisa d'Assia-Darmstadt                         |                                                 |  |  |       |  |  | Luigi II d'Assia e del Reno |  |  |                            |  |
| Carlo d'Assia                     |                                     |                                                 |                                                 |  |  |       |  |  | Luigi II d'Assia e del Reno |  |  |                            |  |
|                                   |                                     | Guglielmina di Baden                            | Carlo Luigi di Baden                            |  |  |       |  |  |                             |  |  |                            |  |
|                                   |                                     | Guglielmina di Baden                            | Carlo Luigi di Baden                            |  |  |       |  |  |                             |  |  |                            |  |
|                                   |                                     | Guglielmina di Baden                            | Amalia d'Assia-Darmstadt                        |  |  |       |  |  |                             |  |  |                            |  |
| Luigi IV d'Assia e del Reno       |                                     | Guglielmina di Baden                            |                                                 |  |  |       |  |  |                             |  |  |                            |  |
|                                   |                                     | Federico Guglielmo Carlo di Prussia             | Federico Guglielmo II di Prussia                |  |  |       |  |  |                             |  |  |                            |  |
|                                   |                                     | Federico Guglielmo Carlo di Prussia             | Federico Guglielmo II di Prussia                |  |  |       |  |  |                             |  |  |                            |  |
|                                   |                                     | Federico Guglielmo Carlo di Prussia             | Federica Luisa d'Assia-Darmstadt                |  |  |       |  |  |                             |  |  |                            |  |
| Elisabetta di Prussia             |                                     | Federico Guglielmo Carlo di Prussia             |                                                 |  |  |       |  |  |                             |  |  |                            |  |
|                                   |                                     | Maria Anna d'Assia-Homburg                      | Federico V d'Assia-Homburg                      |  |  |       |  |  |                             |  |  |                            |  |
|                                   |                                     | Maria Anna d'Assia-Homburg                      | Federico V d'Assia-Homburg                      |  |  |       |  |  |                             |  |  |                            |  |
|                                   |                                     | Maria Anna d'Assia-Homburg                      | Carolina d'Assia-Darmstadt                      |  |  |       |  |  |                             |  |  |                            |  |
| Ernesto Luigi d'Assia e del Reno  |                                     | Maria Anna d'Assia-Homburg                      |                                                 |  |  |       |  |  |                             |  |  |                            |  |
|                                   | Ernesto I di Sassonia-Coburgo-Gotha | Francesco Federico di Sassonia-Coburgo-Saalfeld |                                                 |  |  |       |  |  |                             |  |  |                            |  |
|                                   | Ernesto I di Sassonia-Coburgo-Gotha | Francesco Federico di Sassonia-Coburgo-Saalfeld |                                                 |  |  |       |  |  |                             |  |  |                            |  |
|                                   | Ernesto I di Sassonia-Coburgo-Gotha | Augusta di Reuss-Ebersdorf                      |                                                 |  |  |       |  |  |                             |  |  |                            |  |
| Alberto di Sassonia-Coburgo-Gotha | Ernesto I di Sassonia-Coburgo-Gotha |                                                 |                                                 |  |  |       |  |  |                             |  |  |                            |  |
|                                   |                                     | Luisa di Sassonia-Gotha-Altenburg               | Augusto di Sassonia-Gotha-Altenburg             |  |  |       |  |  |                             |  |  |                            |  |
|                                   |                                     | Luisa di Sassonia-Gotha-Altenburg               | Augusto di Sassonia-Gotha-Altenburg             |  |  |       |  |  |                             |  |  |                            |  |
|                                   |                                     | Luisa di Sassonia-Gotha-Altenburg               | Luisa Carlotta di Meclemburgo-Schwerin          |  |  |       |  |  |                             |  |  |                            |  |
| Alice di Gran Bretagna            |                                     | Luisa di Sassonia-Gotha-Altenburg               |                                                 |  |  |       |  |  |                             |  |  |                            |  |
|                                   |                                     | Edoardo Augusto di Hannover                     | Giorgio III del Regno Unito                     |  |  |       |  |  |                             |  |  |                            |  |
|                                   |                                     | Edoardo Augusto di Hannover                     | Giorgio III del Regno Unito                     |  |  |       |  |  |                             |  |  |                            |  |
|                                   |                                     | Edoardo Augusto di Hannover                     | Carlotta di Meclemburgo-Strelitz                |  |  |       |  |  |                             |  |  |                            |  |
| Vittoria del Regno Unito          |                                     | Edoardo Augusto di Hannover                     |                                                 |  |  |       |  |  |                             |  |  |                            |  |
|                                   |                                     | Vittoria di Sassonia-Coburgo-Saalfeld           | Francesco Federico di Sassonia-Coburgo-Saalfeld |  |  |       |  |  |                             |  |  |                            |  |
|                                   |                                     | Vittoria di Sassonia-Coburgo-Saalfeld           | Francesco Federico di Sassonia-Coburgo-Saalfeld |  |  |       |  |  |                             |  |  |                            |  |
|                                   |                                     | Vittoria di Sassonia-Coburgo-Saalfeld           | Augusta di Reuss-Ebersdorf                      |  |  |       |  |  |                             |  |  |                            |  |
|                                   |                                     | Vittoria di Sassonia-Coburgo-Saalfeld           |                                                 |  |  |       |  |  |                             |  |  |                            |  |